# Ynys Faelog
Ynys Faelog est une île du pays de Galles située dans le détroit du Menai qui sépare l'île d'Anglesey du reste du pays ; elle se trouve à proximité de l'île Ynys Tobig.

## Étymologie
Le nom de l'île est composé des mots gallois ynys (« île ») et faelog, dont la signification est inconnue.

## Description
Il s'agit d'une île accessible à marée basse, reliée à l'île d'Anglesey par une chaussée submersible. Elle comporte une maison et un hangar à bateaux.